# Отдих и култура (парк в Пловдив)
Отдих и култура е един от основните обществени паркове в град Пловдив. Едно от любимите места за спорт и разходка на пловдивчани.

## Местонахождение
Парк „Отдих и култура“ се намира в район „Западен“, южно и западно от Гребната база.

## История
Корекциите на коритото на река Марица са довели до унищожаването на много острови на територията на град Пловдив – един от тях е островът известен като „Царския остров“. През 1892 г. жителите на село Мечкюр са поискали размяна на острова срещу 500 дка мера, за паша за техния добитък. Малко след това българският княз Фердинанд закупува острова и така островът започва да се нарича „Княжески остров“. Островът е бил поддържан от работниците в близкия държавен разсадник. През 1922 г. цар Борис III решил да продаде имота на село Мечкюр. Продажбата става през пролетта на 1924 г. за сума далеч по-малка от действителната му стойност.
През 1936 г. източната част на Царския остров със закон се превръща в парк за отдих на пловдивчани. Пловдивският кмет Божидар Здравков поискал също към парка да се присъедини младата дъбова гора към държавния разсадник. Първите проекти за уреждането на бъдещия парк били изготвени още същата година. Още тогава кметът имал идея там да има голямо езеро, басейни, зоологическа градина и стадион.
През 1937 г. там е открит Ловният парк. Седем години по-късно техническата служба при общината се заела да изготвя нов проект. След 1944 г. островът е наречен „Острова на свободата". През 1947 г. Пловдивския градски общински съвет взема решение на острова да се създаде народен парк. Десет години по-късно вече се говори за Народен парк „Отдих и култура“. Същинското строителство на парк започнало през пролетта на 1960 г. Тогава били оформени подстъпите към парка. До него трябвало да води голяма алея с воден канал, който през зимата да се използва за ледена пързалка. По това време паркът и лонгозна гора до него са на площ от 2800 дка.
Грандиозен проект започва през 1964 г. към парка е включен и теренът на някогашния държавен разсадник. Започват да се засаждат екзотични растения от различни континенти, които били по-късно изкоренени при изграждането на розариум. През 1970-те са се предвиждали изграждането на летен театър, тракийско селище, старобългарска крепост, виенско колело, делфинариум, лятна читалня, лятна дискотека и др. 

## Характеристики
До 1970-те като част от парка, западно от Гребния канал, съществува лонгозна гора. С корекцията на коритото на реката, появата на вредни плесени и безхаберието на общината, гората изсъхва. 

## Забележителности
На територията на парка и до него се намират
- Братската могила
- Зоопаркът в Пловдив
- Мостът на Гребната база
- Мол Пловдив